# Linden (Alabama)
Linden é uma cidade localizada no estado americano do Alabama, no Condado de Marengo.

## Demografia
Segundo o censo americano de 2000, a sua população era de 2424 habitantes.
Em 2006, foi estimada uma população de 2338, um decréscimo de 86 (-3.5%).

## Geografia
De acordo com o United States Census Bureau, a localidade tem uma área de 9,4 km², dos quais 9,3 km² cobertos por terra e 0,1 km² cobertos por água. Linden localiza-se a aproximadamente 30 m acima do nível do mar.

## Localidades na vizinhança
O diagrama seguinte representa as localidades num raio de 24 km ao redor de Linden.